# تورووکو
تورووکو (به لاتین: Turówko) یک منطقهٔ مسکونی در لهستان است که در Gmina Kozłowo واقع شده‌است.

## خصوصیات
تورووکو ۱۷۰ نفر جمعیت دارد.